# Jerzy Mamcarz
Jerzy Mamcarz (ur. 31 lipca 1952 w Mielcu, zm. 17 grudnia 2023 w Warszawie) – polski pieśniarz, poeta, kompozytor, autor piosenek, gitarzysta, satyryk, absolwent Politechniki Krakowskiej, członek ZASP, członek sekcji literackiej Związku Polskich Autorów i Kompozytorów ZAKR (od 2012 roku przewodniczący Literackiej Komisji Kwalifikacyjnej, od 16 lipca 2020 roku prezes), członek sekcji literackiej i kompozytorów ZAiKS-u, członek STOART, członek ZZTK (od 2016 roku członek zarządu), prezes Stowarzyszenia Warszawska Scena Bardów, pomysłodawca i dyrektor artystyczny Festiwalu im. Jonasza Kofty „Moja Wolności” (w 2020 roku XIV edycja).

## Życiorys
Urodził się w rodzinie Jana (1914–1988) i Franciszki z domu Piątek (1919–2007). Ukończył Technikum Elektryczne w Mielcu, maturę zdał w 1972 roku. W latach 1972–1979 pracował w WSK Mielec jako technolog, a następnie został zatrudniony w Gminnym Ośrodku Kultury w Wojsławiu na stanowisku instruktora muzycznego. W 1980 roku ukończył studia na Wydziale Mechanicznym Politechniki Krakowskiej (kierunek: pojazdy samochodowe), uzyskując tytuł inżyniera. W latach 1980–1981 należał do kabaretu Piwnica pod Baranami. Po zdaniu egzaminu przed Państwową Komisją Egzaminacyjną w Warszawie (z przewodniczącym prof. Aleksandrem Bardinim) 28 października 1982 roku uzyskał uprawnienia do wykonywania zawodu piosenkarza. W latach 1982–1988 pracował w kabarecie „Ostatnia Zmiana” przy ZPR Warszawa razem z m.in. Janem Himilsbachem, Anitą Dymszówną, Jerzym Cnotą, Wiesławem Niderausem, Stefanem Zachem i Bronisławem Wrocławskim. Następnie, w latach 1988–1989, współpracował z Młodzieżową Agencją Koncertową w Warszawie, przygotowując koncerty m.in. wspólnie z Tomaszem Raczkiem pod tytułem „Ze sztuką na Ty”. Od 1990 roku prowadził własną Agencję Artystyczną MAART.
W 1989 roku reprezentował Program III Polskiego Radia na Festiwalu OIRT Redakcji Rozrywki w Pradze. Występ ten zaowocował w 1990 roku recitalem na „Tage der Leichten Musik” w radiu Hessischer Rundfunk we Frankfurcie nad Menem. Muzyk wykonał własne utwory w tłumaczeniu prof. Zdzisława Wawrzyniaka.
Telewizja emitowała jego recitale „Na początku słowa” (reż. Marian Ligęza) i „Jeszcze skrzydła mam odrosną” (reż. Barbara Sałacka). Audycje zrealizowano w Gdańsku i Warszawie dla TVP2. Wydał płytę „...jeszcze tańczą ogrody” (Polskie Nagrania Edition 1997), nagraną z orkiestrą Zygmunta Kukli, oraz książkę poetycką o tym samym tytule, opublikowaną w 1998 roku przez Dom Wydawniczy Bellona, zawierającą teksty piosenek zilustrowane graficznie przez Krzysztofa Litwina.
W 2009 roku ukazała się płyta „Lustrum” z utworami nagranymi z Marcinem Partyką. W 2015 roku wydał płytę CD „Romans na łyżworolkach” (Warner Music Poland). W 2017 roku ukazała się książka „PONTE – przewodnik poetycki Italia” (Wydawnictwo Duży Format) z rysunkami Franciszka Maśluszczaka, a w 2020 roku książka „Przewodnik poetycki – POLSKA – perły architektury” z rysunkami tego samego artysty oraz płyta „Słowno-muzyczny przewodnik poetycki POLSKA” w ramach projektu „Kultura w sieci”.
Uczestniczył w warsztatach piosenkarskich w Lublińcu. Był laureatem wielu konkursów i przeglądów m.in. w Myśliborzu, Olsztynie, Toruniu, Wałczu, Tarnowie, Krakowie i Rzeszowie.
W 1998 roku utwór „Śmieszna lub smutna piosenka o Don Kichotach” przez trzy miesiące zajmował pierwsze miejsce na Liście Przebojów Piosenki Literackiej Programu I Polskiego Radia. W 2015 roku pieśń „Zbyt późno” z ostatniej płyty była Piosenką Dnia Jedynki.
Recitale prezentował m.in. w Teatrze Rampa, Starej Prochowni, Teatrze na Woli, klubach i kabaretach (Piwnica pod Baranami, Klub Aktora, Klub Pod Harendą, Loch Camelot) oraz w cyklach: „Ogrody Frascati”, „Galeria Śpiewających Poetów”, „Poznaj Bardów”. Występował w programach radiowych i telewizyjnych, m.in. „Muzyczna Jedynka”, „Poranek z Polsatem”, „Kawa czy herbata?”, „Halo Polonia” i „Akademia Rozrywki III Programu Polskiego Radia”.
W programach łączył poezję z satyrą. Wykonywał recitale autorskie i utwory współczesnych polskich poetów. Był autorem kalamburów, aforyzmów i sentencji („Krótkie Mieszkanka”) oraz pojęć „anegdotyk” i „przewodnik poetycki”.
Był prezesem grupy artystycznej Warszawska Scena Bardów, konferansjerem koncertów kabaretu literackiego z udziałem m.in. Andrzeja Brzeskiego, Piotra Bakala, Krzysztofa Daukszewicza, Andrzeja Garczarka, Jerzego Filara, Stanisława Klawe, Ryszarda Makowskiego, Marka Majewskiego, Tomasza Szweda i Kuby Sienkiewicza.
Był pomysłodawcą i dyrektorem artystycznym Festiwalu im. Jonasza Kofty „Moja Wolności”, organizowanego od 2006 roku. W 2019 roku w CPK Praga-Południe uruchomił cykl koncertów „Scena Autorów ZAKR”.
Jako prezes ZAKR był organizatorem i prowadzącym koncert jubileuszowy „75 lat ZAKR” (20 grudnia 2020 roku) w Teatrze Rampa.
Mieszkał w Warszawie wraz z żoną, filolożką Barbarą. Utrzymywał kontakty z rodzinnym miastem, współpracując m.in. z Grupą Literacką Słowo.
Zmarł w Warszawie. Został pochowany na cmentarzu komunalnym w Mielcu (sektor VII-2-2).

## Dyskografia
- „...jeszcze tańczą ogrody” (Polskie Nagrania Edition 1995) – kaseta magnetofonowa (MC)
- „...jeszcze tańczą ogrody” (Polskie Nagrania Edition 1997) – płyta CD z orkiestrą Zygmunta Kukli
- „...jeszcze tańczą ogrody” (Dom Wydawniczy Bellona 1998) – książka z interpretacjami graficznymi Krzysztofa Litwina oraz dołączoną płytą CD
- „Spojrzenia dotyk – prawie erotyk” (2005) – singiel /MAART/, ze Zbigniewem Jakubkiem
- „Bardowie ZAKR” (2006) – dwupłytowy album CD /WSB/ (opracowanie i udział)
- „Lustrum” (2009) – płyta CD /WSB, Fonografika/ (m.in. z Marcinem Partyką)
- „Romans na łyżworolkach” (2015) – płyta CD, Warner Music Poland
- „Laureaci Festiwalu im. Jonasza Kofty Moja Wolności 2007–2015” (2016) – dwupłytowy album CD (układ, wybór i opracowanie), wydawnictwo WSB i CPK Praga-Południe
- „PONTE – przewodnik poetycki Italia” (2017) – książka poetycka z rysunkami Franciszka Maśluszczaka, Wydawnictwo Duży Format
- „Tęsknię za Mikołajem” (2017) – singiel, Warner Music Poland
- „Przewodnik poetycki – POLSKA – perły architektury” (2020) – książka poetycka z rysunkami Franciszka Maśluszczaka
- „Słowno-muzyczny przewodnik poetycki – POLSKA” (2020) – płyta CD, wydana w ramach projektu „Kultura w sieci”

## Telewizja
- 1985–1986 – cykl „Zapiski Kabaretowe Bogdana Wrocławskiego” (TVP Gdańsk), reżyseria Marian Ligęza, dla TVP2, 5 odcinków
- 1987 – recital „Na początku słowa” (TVP Gdańsk), reżyseria Marian Ligęza, dla TVP2
- 1990 – recital „Jeszcze skrzydła nam odrosną”, reżyseria Barbara Sałacka, TVP2
- 2008 – film biograficzny, reżyseria Andrzej Potocki, TVP Rzeszów

## Nagrody, wyróżnienia i odznaczenia
- 1977 – I miejsce z zespołem wokalnym „Limbus Fatuorum” na Giełdzie Piosenki w Rzeszowie
- 1978 – nagroda na Spotkaniach Twórców i Wykonawców Piosenki Autorskiej w Myśliborzu
- 1979 – Złota Odznaka Recytatora na Spotkaniach Zamkowych „Śpiewajmy Poezję” w Olsztynie
- 1979 – nagroda na OMPP w Toruniu
- 1980 – I miejsce na Giełdzie Piosenki w Rzeszowie
- 1980 – I miejsce w kategorii poezja śpiewana na Turnieju Recytatorskim w Wałczu
- 1980 – I miejsce w konkursie „O Laur Pogórza” w Tarnowie
- 1980 – I miejsce na „Old Meeting Folk” w Krakowie
- 1981 – I miejsce na Giełdzie Piosenki w Rzeszowie
- 1995 – Nagroda Prezydenta Mielca za działalność w dziedzinie kultury
- 2012 – Odznaka honorowa „Zasłużony dla Kultury Polskiej”
- 2012 – Medal Prezydenta Mielca „Sercem Mielczanin”
- 2014 – Medal 50-lecia Towarzystwa Miłośników Ziemi Mieleckiej
- 2016 – Srebrny Krzyż Zasługi[5]
- 2018 – Brązowy Medal „Zasłużony Kulturze Gloria Artis”[6][7]
- 2022 – Złoty Krzyż Zasługi[8]
- 2022 – Nagroda ZAiKS-u za popularyzację polskiej muzyki rozrywkowej[9]
- 2024 – Pieczęć Zasług Obywatelskich Sigillum Meriti Civilis (pośmiertnie)[3]